# Housenka raného kapitalismu
Housenka raného kapitalismu je plastika sochaře Kurta Gebauera. Navrhl ji v roce 1997 pro místo, které zůstalo po odstraněné soše V. I. Lenina v Praze 6 Bubenči na Vítězném náměstí. Housenka má podle autora dávat naději.
| „              | Proč housenku? Protože nám může dávat naději, že se zakuklí, a pak se buď rozvine do motýla, nebo jenom všecko sežere. | “ |
| — Kurt Gebauer | |   |

## Realizace
Socha byla realizována v roce 2001 při příležitosti výstavy sochaře a jeho studentů z VŠUP Kurt Gebauer a jeho škola ve Zlíně a umístěna před Zlínským Domem umění. V roce 2003 byla umístěna na Václavském náměstí v rámci nultého ročníku festivalu soch. Poté byla přesunuta do Hornického skanzenu Mayrau ve Vinařicích u Kladna. V roce 2020 byla umístěna v Praze 7 před Veletržním palácem jako součást retrospektivní výstavy Kurta Gebauera v Národní galerii.

## Dočasné umístění v Praze na Vítězném náměstí
V březnu 2021 byla socha vztyčena v blízkosti místa svého původního plánovaného umístění na Vítězném náměstí v Praze 6 Bubenči. Původní kamenný sokl byl již mezitím odstraněn, proto socha stojí na trávníku. Instalace vzbudila pozitivní i negativní reakce občanů. To je ale podle autora naprosto v pořádku: 
| „              | Ve veřejném prostoru se potkávají nejen znalci umění nebo snobové, ale hlavně běžní lidé. Jdou kolem, a buď je to přitáhne, nebo naštve. Sochy ventilují agresivitu, když o nich lidé diskutují, a to je dobře. | “ |
| — Kurt Gebauer | |   |

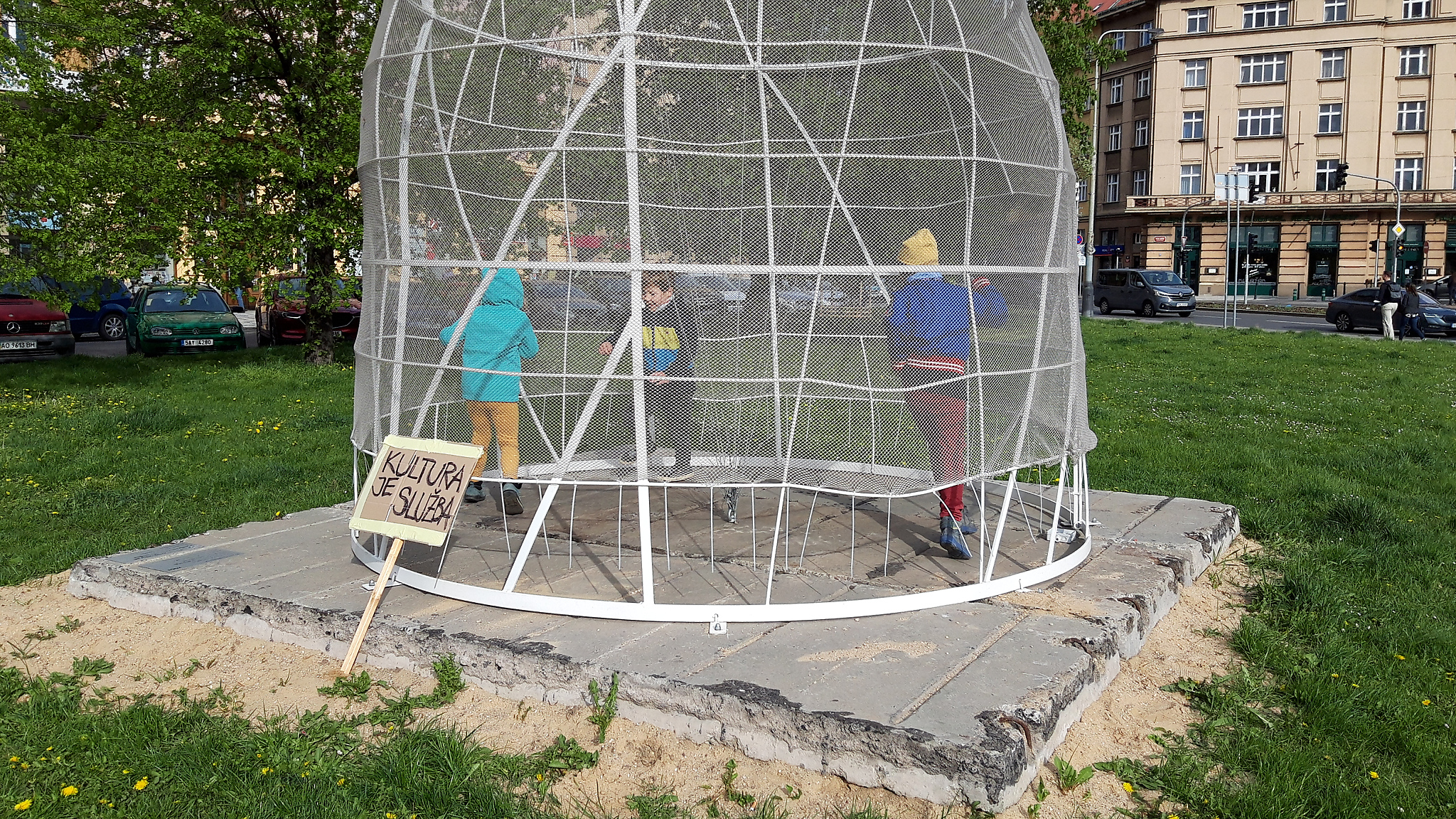
Kultura je služba! Situace u plastiky Housenka raného kapitalismu, 5. květen 2021.
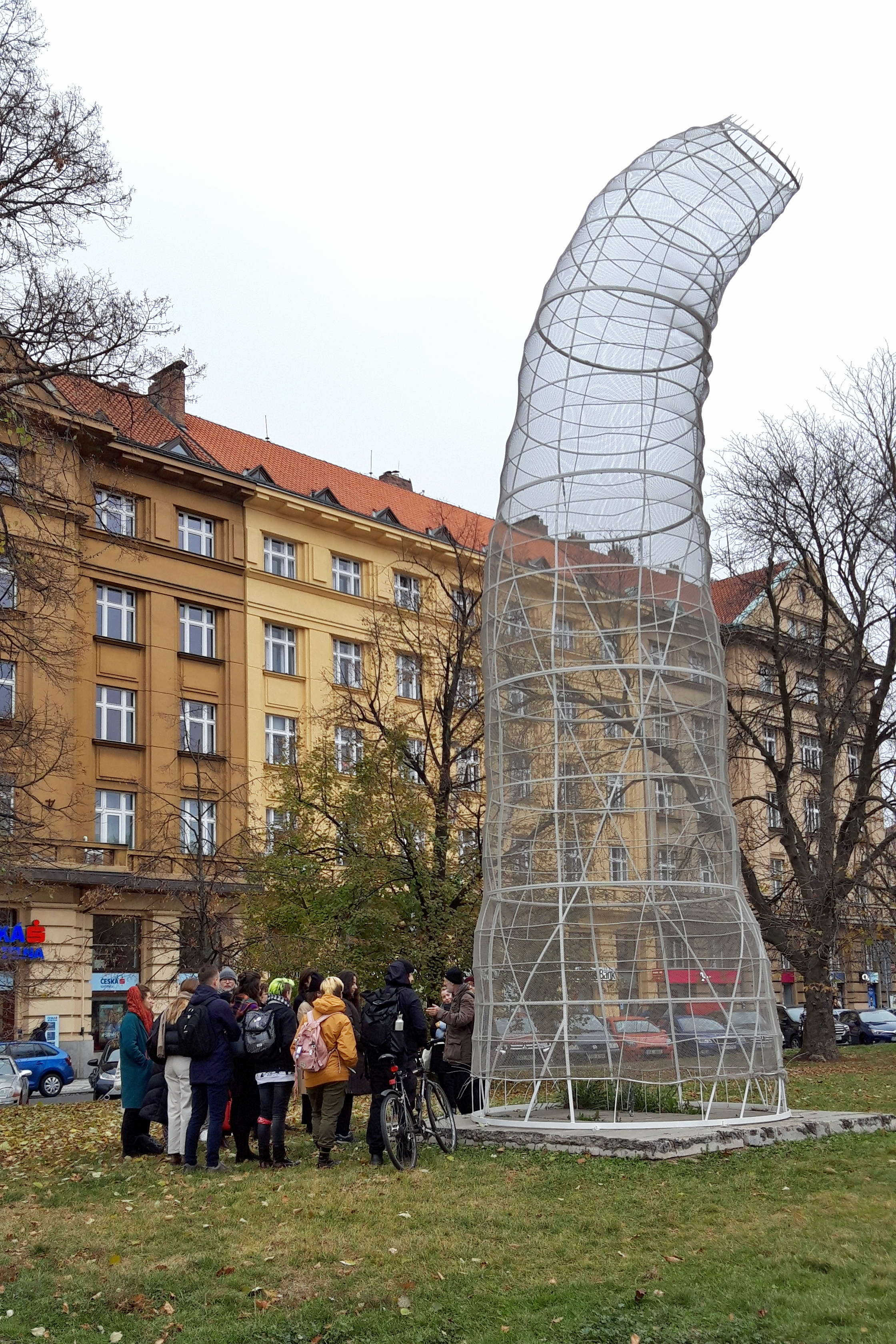
Kurt Gebauer se studenty. 13. listopadu 2021.
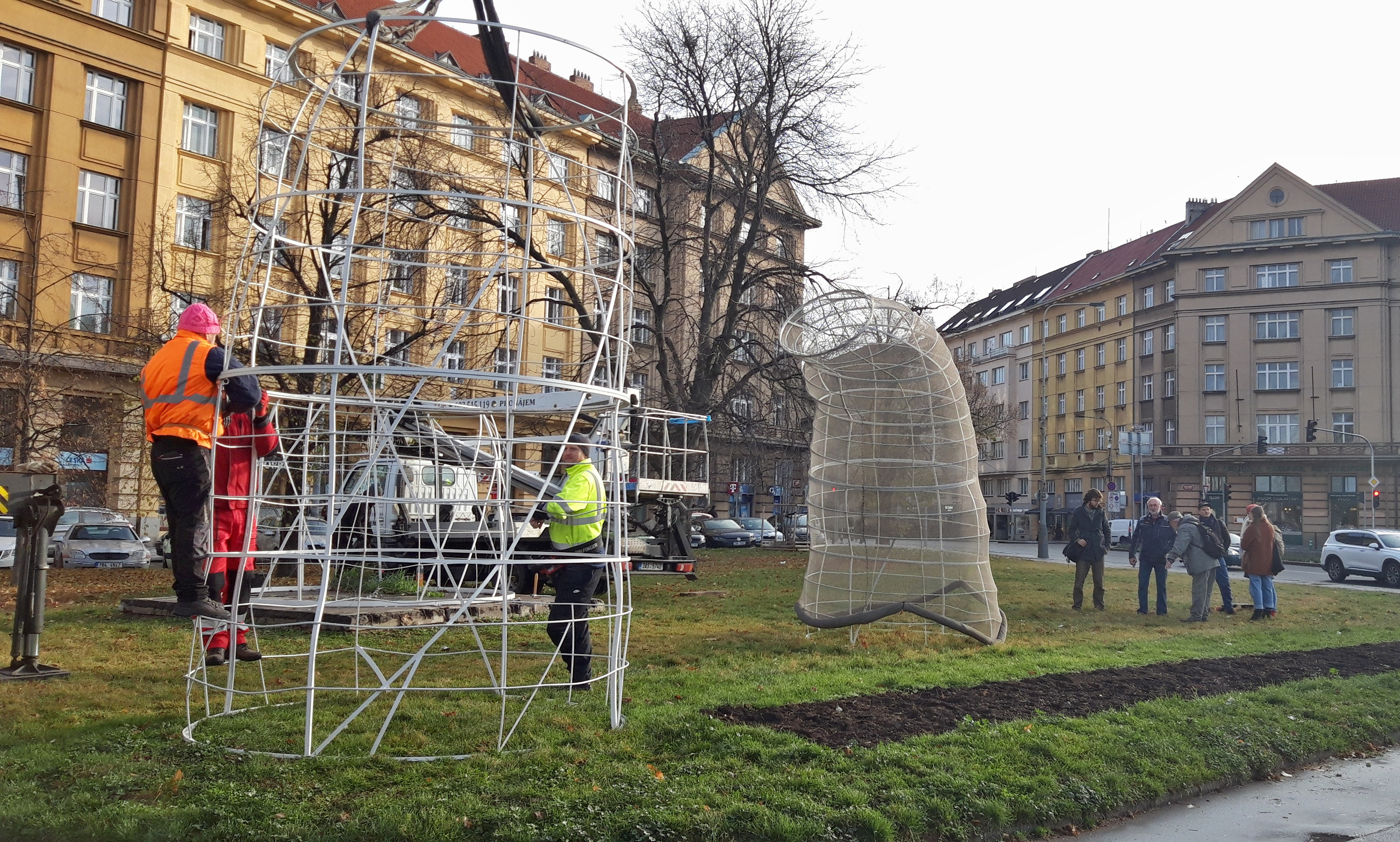
Demontáž plastiky dne 22. listopadu 2021.

Socha zde byla pouze dočasně, autor ji městské části zapůjčil bezplatně na dobu půl roku. Demontována byla dne 22. listopadu 2021. Definitivně je umístěna ve Zlíně před Domem umění.